# Asunción Menéndez de Luarca
María Asunción Menéndez de Luarca Díaz (Guanabacoa, 16 de agosto de 1858-?) fue una farmacéutica y médica cubana. Fue la primera mujer matriculada en la Facultad de Farmacia de la Universidad de La Habana. 

## Trayectoria
Menéndez nació en 1858 en La Habana. En Cuba, las mujeres enfrentaron obstáculos históricos para acceder a la educación universitaria. Sin embargo, a partir de 1883 comenzaron a ingresar a las aulas. Destacaron como las primeras graduadas en Farmacia y ocuparon roles docentes y profesionales, marcando un avance en la igualdad de género en la educación y el trabajo en el país.
En 1883, Menéndez se convirtió en la primera mujer que se matriculó en la Facultad de Farmacia de la Universidad de La Habana. Durante el curso 1883-1884, cursó también varias asignaturas en la Facultad de Ciencias Exactas, Físicas y Naturales. En el curso siguiente, 1885-1886, se matriculó además en asignaturas de Medicina. El 18 de junio de 1888, Menéndez realizó la prueba final para obtener el grado de Licenciada en Farmacia, durante el último período universitario bajo control español de Cuba. Al año siguiente, en 1889, presentó la solicitud para matricularse en las asignaturas del doctorado Química biológica e Historia crítica de la Farmacia.
En 1893, Menéndez se licenció en Medicina por la Universidad de Atlanta en Georgia (Estados Unidos) y convalidó este título en la Universidad de Cádiz al año siguiente, en 1894.Aprobó con sobresaliente en octubre de 1894 y recibió su título el 11 de diciembre de ese año. Su expediente en el Archivo de la Universidad de Cádiz indica que se matriculó en asignaturas hasta 1892. En agosto de ese año, solicitó documentos al Decano del Colegio de Medicina de Cádiz antes de regresar a Cuba.

## Reconocimientos
En 2020, Menéndez fue incluida dentro del proyecto “Mujeres Investigadoras en los Archivos Estatales (1900-1970)” para la descripción archivística y creación de un micrositio específico en el Portal de Archivos Españoles (PARES), desarrollado entre 2020-2023. Este proyecto ha sido impulsado por la Subdirección General de Archivos Estatales, con el objetivo visibilizar la labor de investigación realizada en España por las mujeres en el intervalo 1900-1970 partiendo de los registros documentales que se conservan en los Archivos de Gestión de los AAEE del Ministerio de Cultura (el Archivo Histórico Nacional, el Archivo de la Corona de Aragón, el Archivo General de Simancas, el Archivo General de Indias, el Archivo de la Real Chancillería de Valladolid, el Archivo General de la Administración y el Centro de Información Documental de Archivos).